# Pannónia Fesztivál
A Pannónia Fesztivál, (röviden PaFe) dunántúli könnyűzenei rendezvény. A közönséget elsősorban alacsony jegyárakkal és internetes szavazással összeállított programjával igyekszik vonzani, valamint azzal, hogy pünkösdi időpontjával a hazai nyári fesztiválszezon nyitányának számít. A kezdeti években Várpalotán tartották.
2009-ben 102 ezer fővel a második leglátogatottabb hazai fesztivál lett a Sziget után.
2012-ben új helyszínen, Szántódon rendezik a fesztivált.